# Guatemala Feliz
Guatemala Feliz (Gelukkig Guatemala) is het volkslied van Guatemala.
Het is geschreven door José Joaquín Palma en gecomponeerd door Rafael Álvarez Ovalle. Het werd in 1896 als volkslied aangenomen nadat het een door de overheid georganiseerde wedstrijd had gewonnen.

## Tekst
¡Guatemala feliz...! que tus aras

no profane jamás el verdugo;

ni haya esclavos que laman el yugo

ni tiranos que escupan tu faz.

Si mañana tu suelo sagrado

lo amenaza invasión extranjera,

libre al viento tu hermosa bandera

a vencer o a morir llamará.

Refrein

Libre al viento tu hermosa bandera

a vencer o a morir llamará;

que tu pueblo con ánima fiera

antes muerto que esclavo será.

De tus viejas y duras cadenas

tu forjaste con mano iracunda

el arado que el suelo fecunda

y la espada que salva el honor.

Nuestros padres lucharon un día

encendidos en patrio ardimiento

y lograron sin choque sangriento

colocarte en un trono de amor.

Refrein

Y lograron sin choque sangriento

colocarte en un trono de amor,

que dé patria en enérgico acento,

dieron vida al ideal redentor.

Es tu enseña pedazo de cielo

en que prende una nube su albura,

y ¡ay de aquel que, con ciega locura,

sus colores pretenda manchar!

Pues sus hijos valientes y altivos,

que veneran la Paz cual presea,

nunca esquivan la ruda pelea

si defienden su tierra y su hogar.

Refrein

Nunca esquivan la ruda pelea

si defienden su tierra y su hogar,

que es tan sólo el honor su alma idea

y el altar de la patria su altar.

Recostada en el ande soberbio

de dos mares al ruido sonoro,

bajo el ala de grana y de oro

te adormeces del bello quetzal.

Ave indiana que vive en tu escudo

paladión que protege tu suelo;

¡ojalá que remonte su vuelo,

más que el cóndor y el águila real!

Refrein

¡Ojalá que remonte se vuelo,

más que el cóndor y el águila real,

y en sus alas levante hasta el cielo,

Guatemala, tu nombre inmortal!